# Megachile sonorana
Megachile sonorana är en biart som beskrevs av Cockerell 1924. Megachile sonorana ingår i släktet tapetserarbin, och familjen buksamlarbin. Inga underarter finns listade i Catalogue of Life.